# Ван Лерберге, Берт
Берт ван Лерберге (нидерл. Bert Van Lerberghe ); (род. 29 сентября 1992, Кортрейк, Фламандский регион) — бельгийский профессиональный шоссейный велогонщик, выступающий за команду мирового тура «Deceuninck-Quick Step».

## Карьера
Берт ван Лерберге стал профессионалом в 2015 году. Проявил себя на классикахклассиках, где показал впечатляющие результаты, включая финиш в топ-10 на  Омлоп Хет Ниувсблад, Классика Брюсселя, Нокере Курсе, и Хандзаме Классик. В 2019 году подписал контракт с командой мирового тура Deceuninck-Quick Step, контракт рассчитан на два года (2020 и 2021).
Берт ван Лерберге: «Я очень счастлив присоединиться к команде Deceuninck – Quick-Step, одной из лучших команд в мире. Думаю, смогу помочь ребятам в спринтах, и, возможно, и на классиках. Чувствую, что могу намного улучшить свой уровень. Прошлый год сложился у меня не лучшим образом, на классиках у меня обнаружился вирус. Но теперь я могу и продавливать, и помогать ребятам. Я развозящий, знаю, что прихожу в команду, у которой был и есть один из лучших спринтерских поездов в велоспорте. Надеюсь, смогу внести свой вклад и помочь товарищам по команде».

## Достижения
2010
2-й Тур Фландрии (юниоры)
2012
5-й Тур дю Луар и Шер — Генеральная классификация
1-й  — Молодёжная классификация
8-й Гент - Вевельгем U-23
2013
10-й Le Triptyque des Monts et Châteaux — Генеральная классификация
10-й Grand Prix de la ville de Nogent-sur-Oise
2014
2-й Чемпионат Бельгии — Групповая гонка U23
2-й Гран-при Крикельона
8-й Grand Prix de la ville de Pérenchies
9-й Le Triptyque des Monts et Châteaux — Генеральная классификация
2015
4-й Антверпсе Хавенпейл
5-й Венендал — Венендал Классик
5-й Гент - Вевельгем U-23
6-й Де Кюстпейл
7-й Велотон Берлин
10-й Париж — Бурж
10-й Омлоп ван хет Хаутланд
2016
2-й Де Кюстпейл
4-й Бредене-Коксейде Классик
5-й Гран-при Крикельона
6-й Чемпионат Фландрии
10-й Тур Мюнстера
10-й Хейстсе Пейл
2017
2-й Ronde van Overijssel
2-й Omloop Eurometropool
3-й Париж — Труа
5-й Нокере Курсе
6-й Гран-при Марселя Кинта
6-й Омлоп ван хет Хаутланд
7-й Венендал — Венендал Классик
8-й Натионале Слёйтингспрейс
9-й Ле-Самен
9-й Гран-при Денена
2018
7-й Омлоп Хет Ниувсблад
8-й Классика Брюсселя